# Sabarros
Sabarros település Franciaországban, Hautes-Pyrénées megyében. Lakosainak száma 33 fő (2022. január 1.). Sabarros Vieuzos, Caubous, Galan, Recurt és Tournous-Devant községekkel határos.

## Népesség
A település népessége az elmúlt években az alábbi módon változott:
| Lakosok száma | 32   | 33   | 34   | 34   | 34   | 34   | 34   | 33   | 33   |
|               | 2013 | 2015 | 2016 | 2017 | 2018 | 2019 | 2020 | 2021 | 2022 |